# آندری ماران
آندری ماران (فرانسوی: André Maranne‎; (زادهٔ ۱۹۲۶ – درگذشتهٔ ۱۲ آوریل ۲۰۲۱) هنرپیشه اهل فرانسه بود.

## فیلم‌شناسی
- گلوله آتشین
- بازگشت پلنگ صورتی
- نبرد بریتانیا
- پلنگ صورتی دوباره ضربه می‌زند
- انتقام پلنگ صورتی
- تیری در تاریکی
- نفرین پلنگ صورتی
- ردپای پلنگ صورتی
- عاشقانه پلنگ صورتی